# Cassionympha triocellata
Cassionympha triocellata är en fjärilsart som beskrevs av Max Bartel 1905. Cassionympha triocellata ingår i släktet Cassionympha och familjen praktfjärilar. Inga underarter finns listade i Catalogue of Life.